# Франческо Марія Рікіні
Франческо Марія Рікіні ( італ. Francesco Maria Richini 9 лютого, 1584, Мілан  — 24 квітня, 1658) — міланський архітектор першої половини 17 ст., представник раннього бароко.

## Життєпис
Майбутній архітектор народився у Мілані.
Малюнок, системи пропорціонування і художню майстерність опановував під керівництвом архітектора Лоренцо Бінаго.
На здібного молодика звернув увагу Федеріго Борромео, на той час архієпископ Мілана. Ймовірно, архієпископ посприяв перебуванню молодого архітектора у Римі, де той удосконалював знання з архітектурної теорії. По поверненню 1603 року у Мілан почав працювати під керівництвом Ауреліо Трецці, головного архітектора Мілана на той час. Франческо Марія Рікіні (по смерті Ауреліо Трецці) сам обіймав посаду головного архітектора міста у період 1631-1638 років.
Федеріго Борромео залучив його до добудов Міланського собору, а також до проектів і побудови нових церков в стилі бароко. Стилістика бароко на якийсь час була монополізована католицькою церквою для пропаганди католицизму і демонстрації його переваг і впливовості у боротьбі з Реформацією та різними гілками протестантизму.
Франческо Марія Рікіні створив або проекти, або брав участь у створенні -
- церкви Сан Алессандро ін Зебедія
- церкви Сан Джузеппе (з 1607 року)
- церкви Сан Джорджо аль Палаццо
- церкви Санта Марія алла Порта
- Церква Сан Джованні чотиригранна (перебудова церкви 12 століття на барокову)

Архітектор працював не тільки над створенням сакральних споруд, а брався за створення світських споруд різного призначення. За його проектами були вибудовані палаццо Брера, відновлений палац Палатинської школи, що постраждав від пожежі.
Франческо Марія Рікіні брав участь у побудові низки барокових палаців Мілана, серед котрих 
- Палац сенаторів, Мілан
- Палац Анноні
- Палац Сормані (нині Центральна бібліотека Мілана)
- Палац Дуріні-Капроні тощо.

## Галерея обраних фото

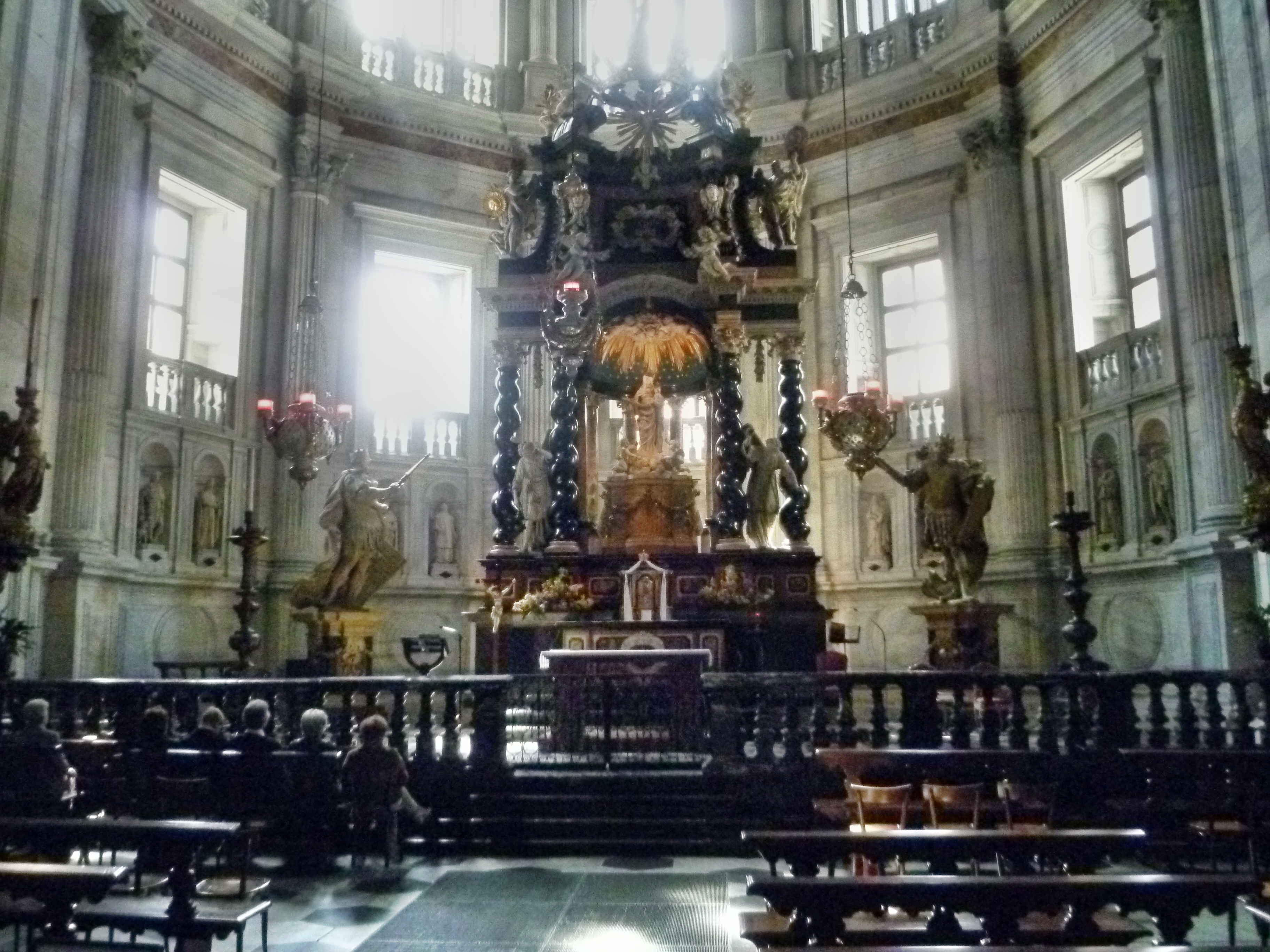
Арх.Франческо Марія Рікіні. Вівтар катедрального собору Успіння Богородиці, місто Комо

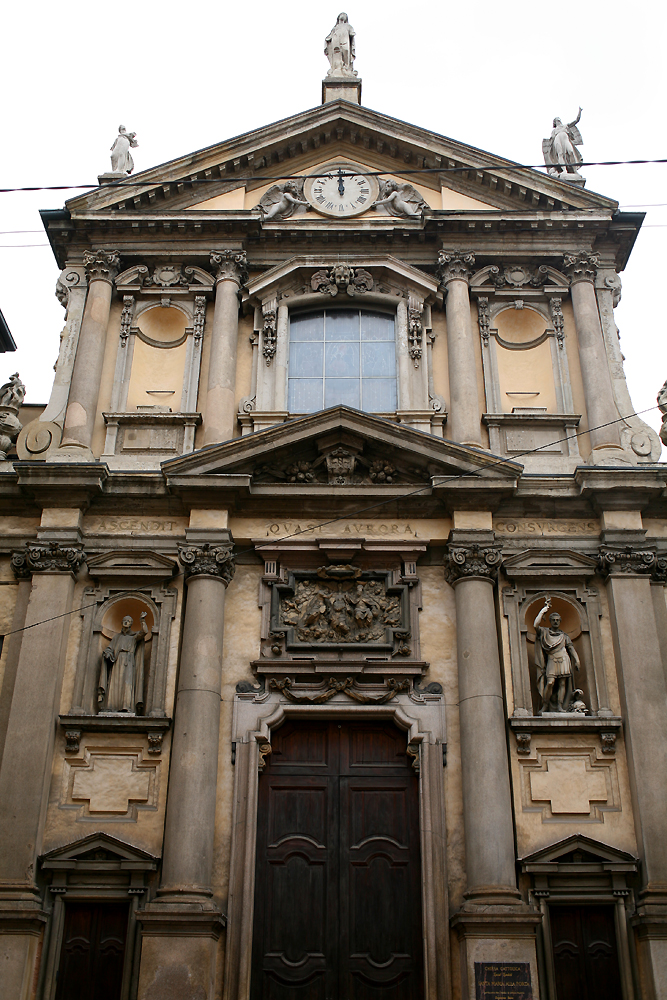
Арх.Франческо Марія Рікіні. Церква Санта Марія алла Порта, Мілан

Арх. Ф.М. Рікіні, план і проект головного фасаду католицької семінарії для швейцарців. 1-а пол 17 ст.

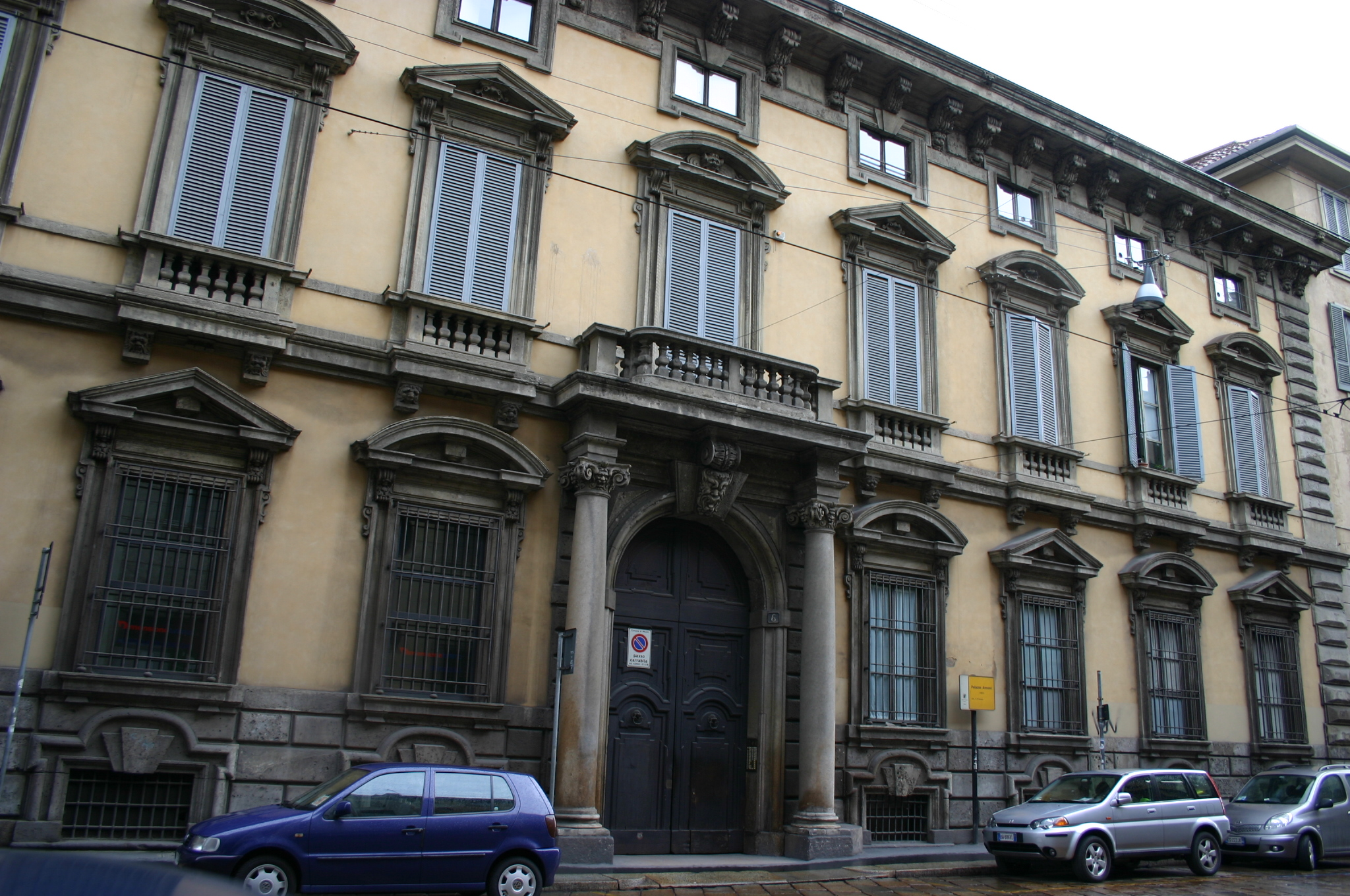
Арх. Ф.М. Рікіні. Палац Анноні, Мілан
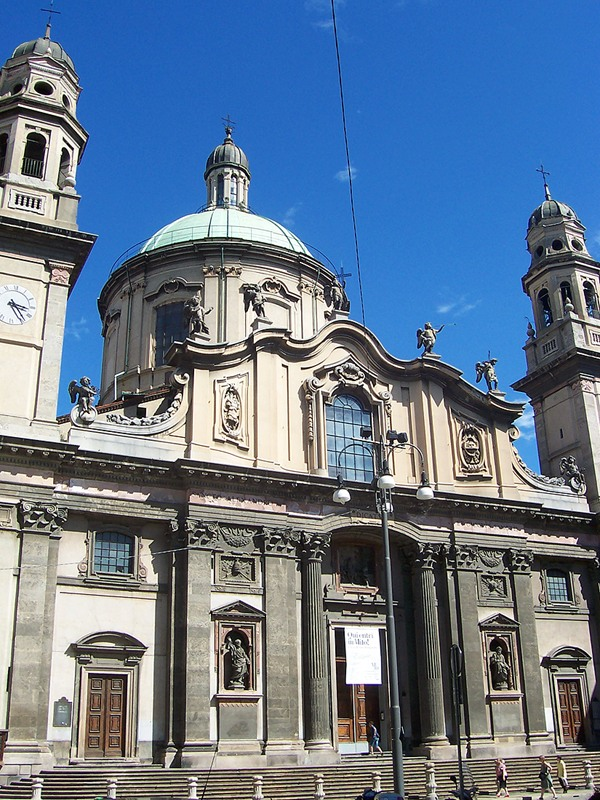
Архітектори Лоренцо Бінаго (1554–1629) та арх. Франческо Марія Рікіні (1584-1658). Церква Сан Алессандро ін Зебедія
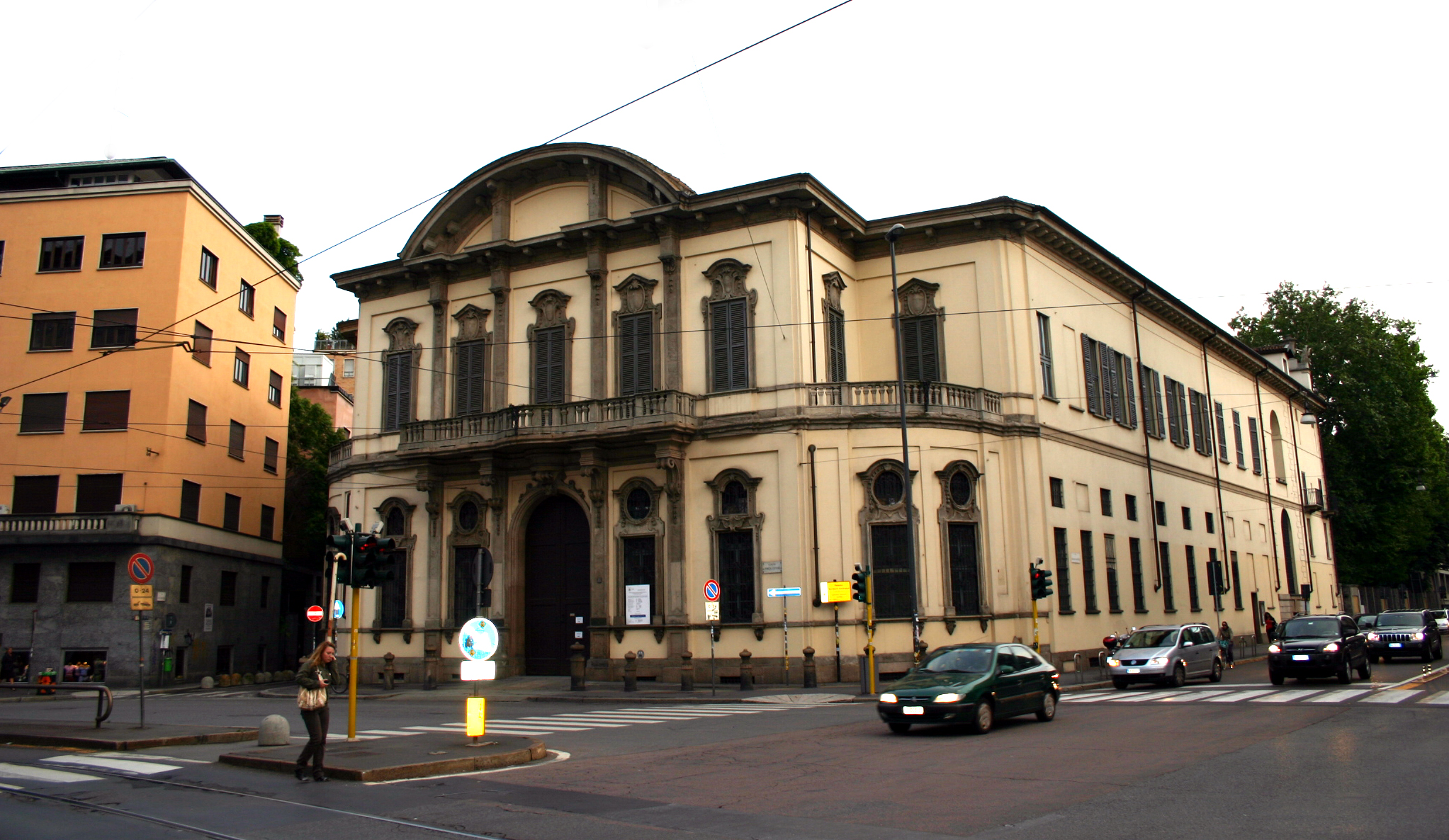
Арх. Ф.М. Рікіні. Палац Сормані-Андреані, Мілан
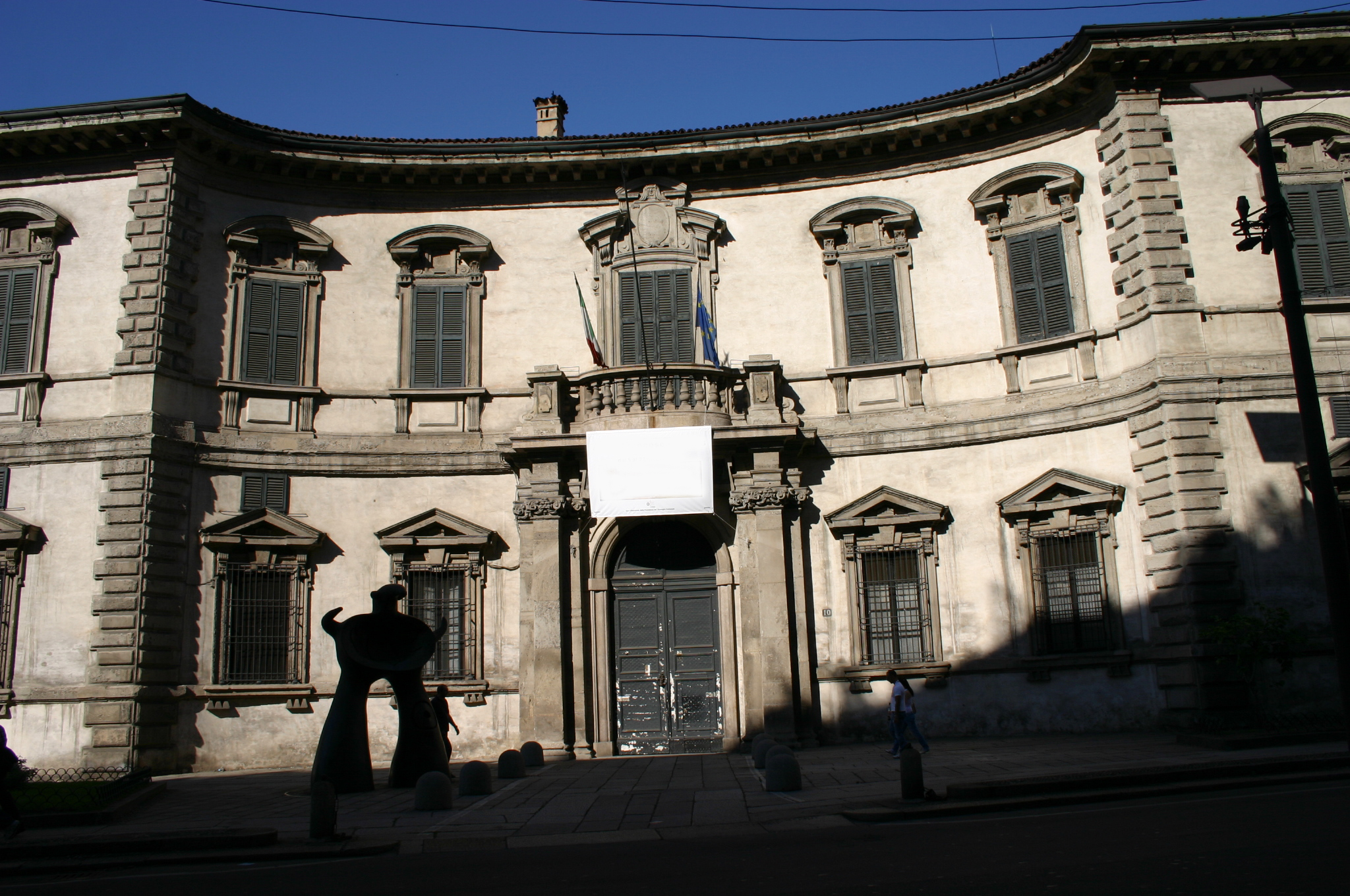
Арх. Ф.М. Рікіні. Палац сенаторів, Мілан
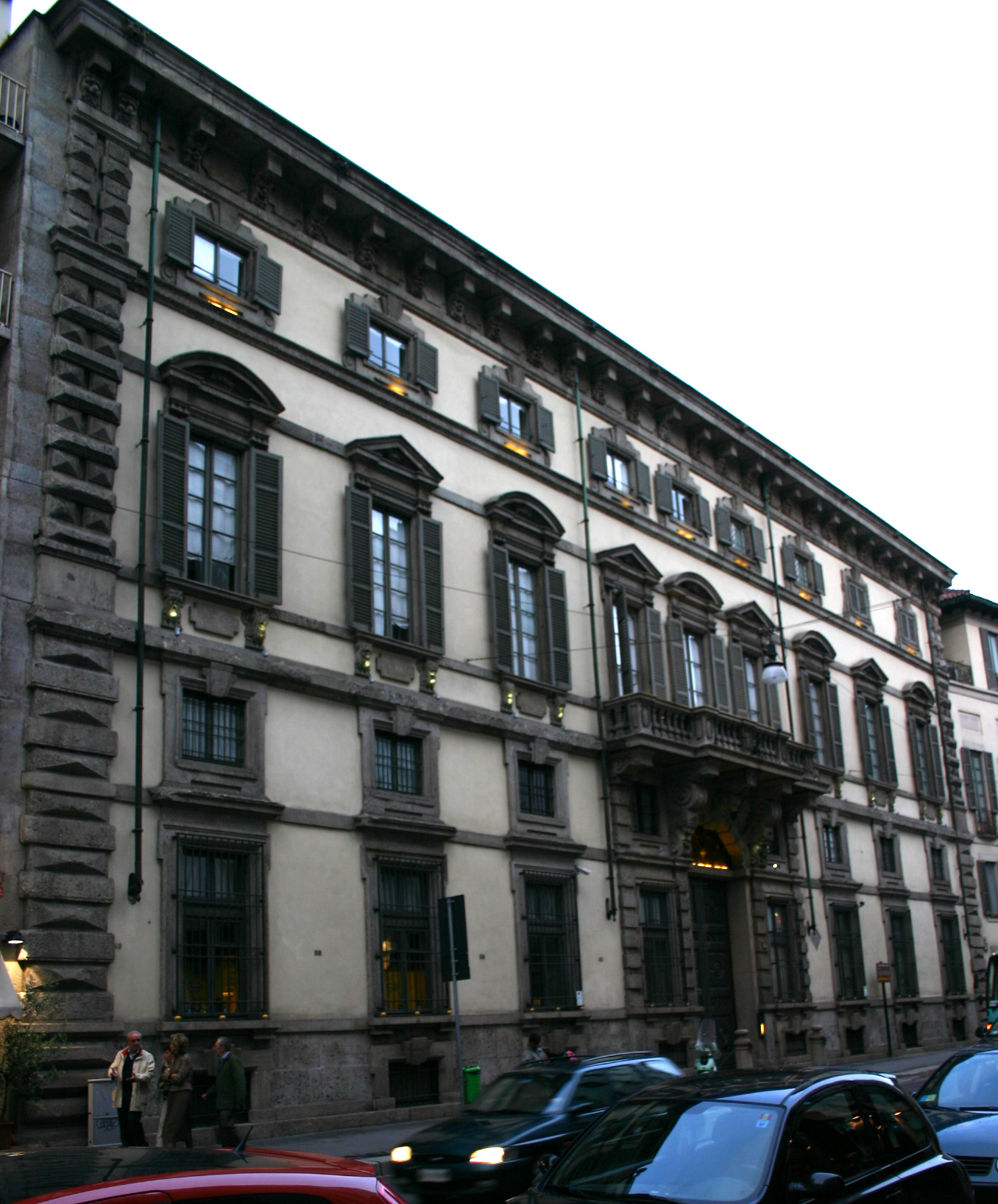
Арх. Ф.М. Рікіні. Палац Дуріні-Капроні, Мілан
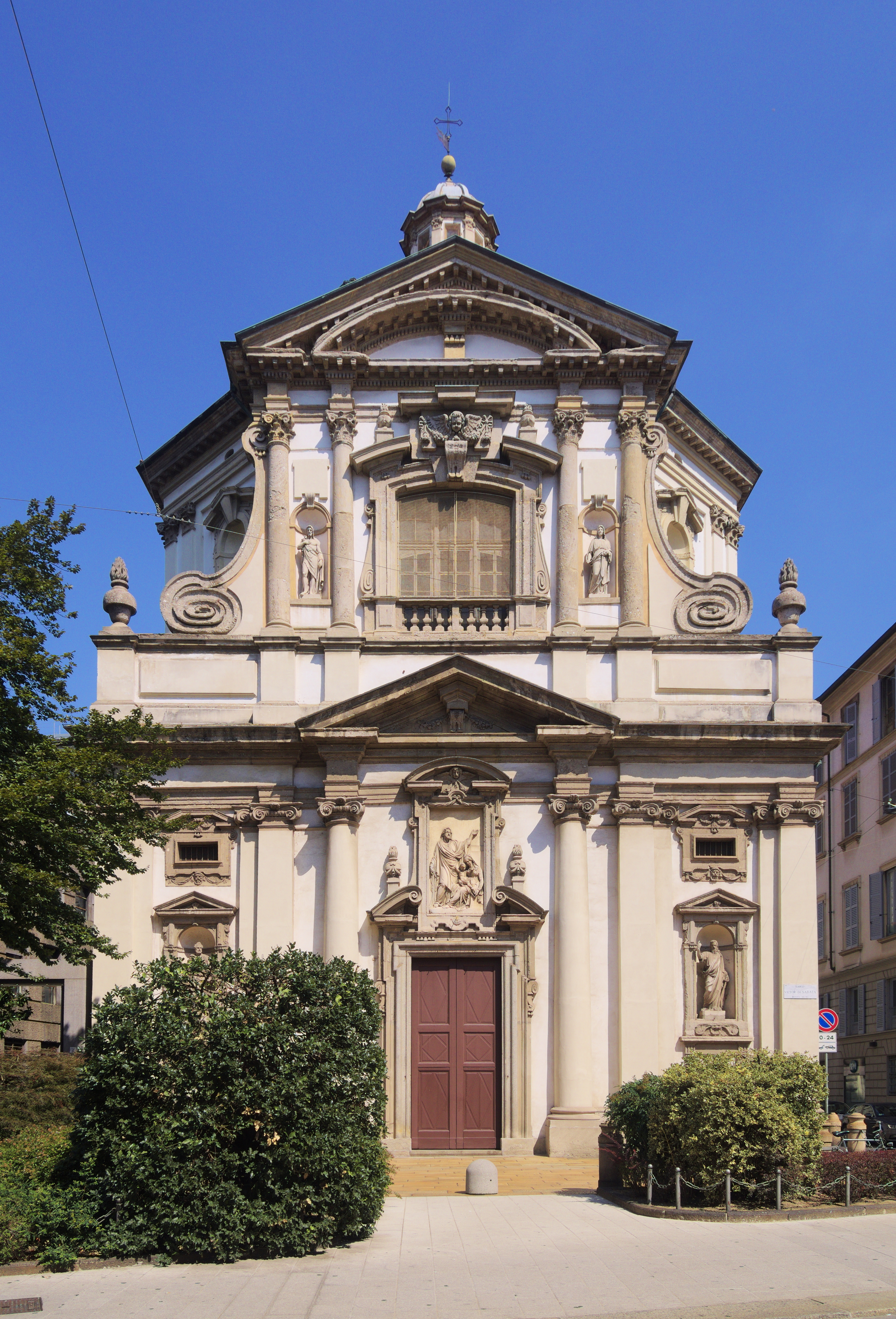
Арх. Франческо Марія Рікіні. Церква Сан Джузеппе, Мілан. Головний фасад.